# Liri Blues Festival
Il Liri Blues Festival è uno dei più importanti festival blues d'Europa e si svolge dal 1988 ad Isola del Liri (FR), città gemellata con New Orleans. In alcune edizioni si è tenuto anche in altri comuni limitrofi e, nel biennio 2018-2019, nella sola Veroli. Dopo due anni di stop causa pandemia legata al Covid-19, dal 2022 il festival è tornato ad Isola del Liri.

## Il Festival

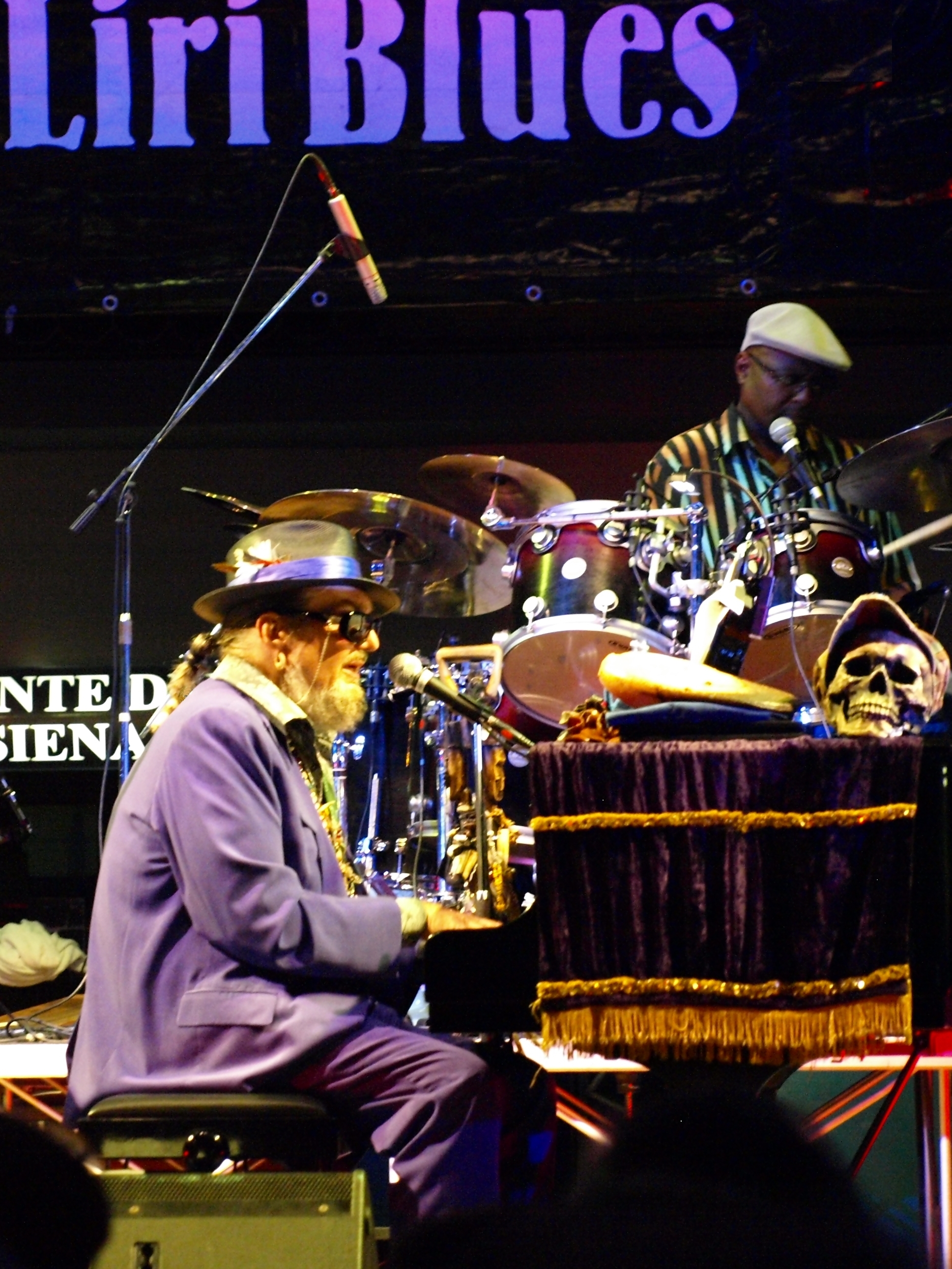
Dr. John al Liri Blues (Piazza De' Boncompagni, Isola del Liri 19/7/2010)

Nato nel 1988, il Liri Blues si svolge abitualmente nel primo week-end del mese di Luglio ed è gratuito sin dalla sua prima edizione. Ai concerti, la maggior parte dei quali hanno avuto luogo nella centrale Piazza De' Boncompagni, si affiancano le jam sessions nel centro storico della città di Isola del Liri, cittadina che ha la particolarità di avere una cascata alta 28 metri ricadente nel bordo d'epoca medievale nel cuore del centro storico.
Dopo i primi anni, il festival è diventato itinerante, toccando anche altri centri della provincia di Frosinone. Successivamente la manifestazione è ritornata stanziale nella Città delle Cascate.
Il luogo con il maggior numero di concerti negli anni è Piazza De' Boncompagni, lo stesso nel quale nell'88 vi furono le prime performance. Alcune edizioni hanno visto ulteriori location come l'area Boimond di Isola del Liri Superiore, il castello Boncompagni-Viscogliosi e Piazza SS. Triade, nel centro storico cittadino.
Nei primi anni 2000 si sono svolte anche alcune edizioni invernali ("Liri Blues Winter") con famosi bluesmen quali ad esempio Corey Harris, Junior Wells, Honeyboy Edwards, Roberto Ciotti, Paolo Bonfanti, Fabio Treves e tanti altri.
La rassegna, oggi organizzata dalla D&B, ha sempre contato sul determinante apporto di collaboratori volontari e profondi conoscitori di blues come Mario Insenga (Blue Stuff), da sempre al fianco del festival.

## Storia

### Le origini
Quando nel 1988 ad Isola del Liri si svolse la prima edizione del Liri Blues, la cittadina vedeva chiudere una dopo l'altra le sue cartiere, che per oltre un secolo avevano dato lavoro a generazioni di operai della Media Valle del Liri.
Il 3, 4 e 5 luglio di quell'anno furono le prime tre serate di un festival che simboleggiò il tentativo di risollevarsi da anni di profonda crisi industriale.
La manifestazione nacque da un'intuizione di Luciano Duro e dall'appoggio del Sindaco di allora Flavio Gabriele, che riuscirono a portare nel piccolo centro grandi nomi della scena blues internazionale.
Nelle prime due edizioni, la cui direzione artistica fu affidata al club romano Big Mama, al Liri Blues suonarono personalità di primo piano come Albert King, Pinetop Perkins e Buddy Guy.

### Il festival diventa itinerante

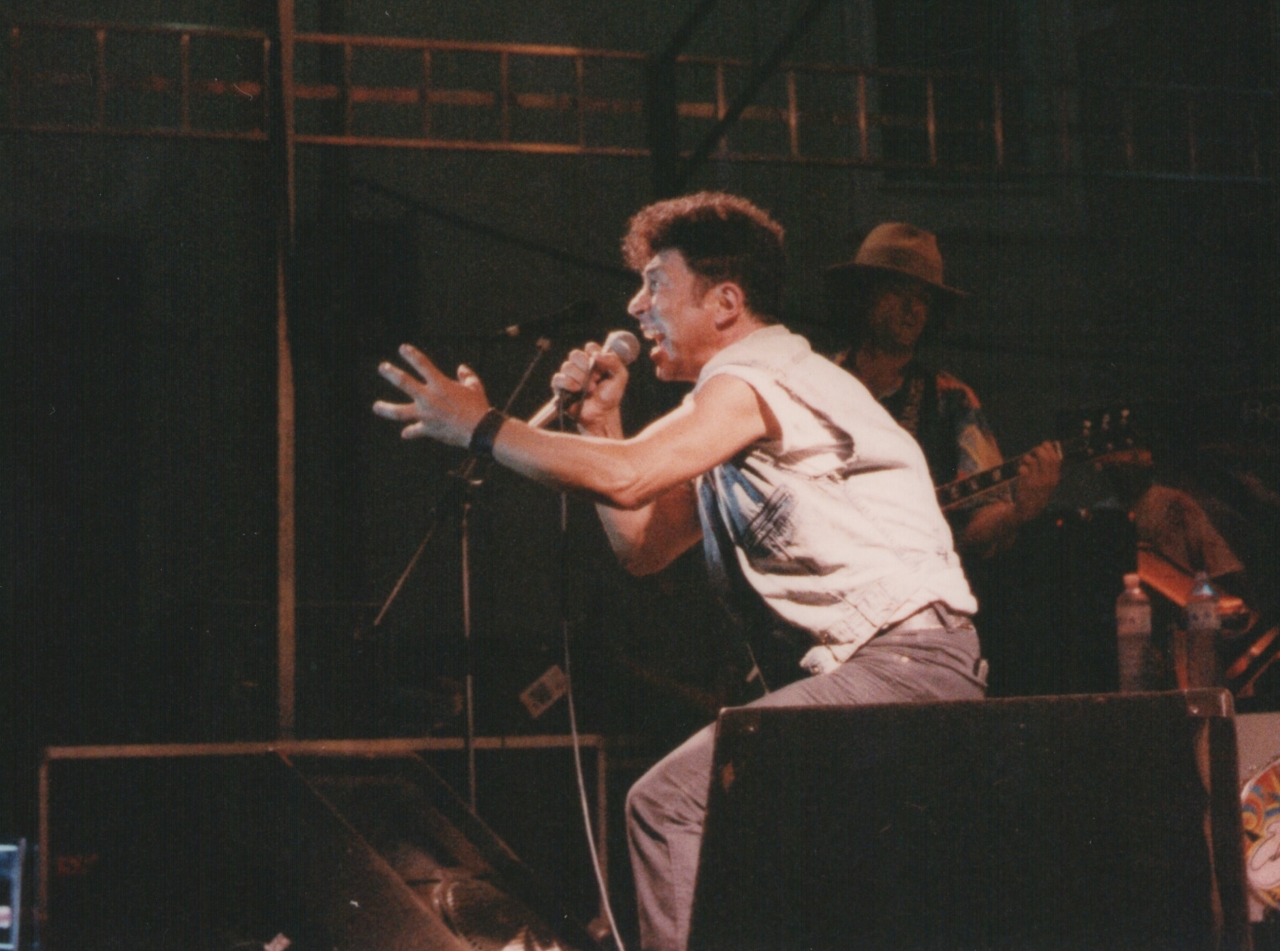
Edoardo Bennato/Joe Sarnataro al Liri Blues 1993

Negli anni '90 la rassegna, pur restando fedele alla tradizione, si è gradualmente aperta a contaminazioni e generi diversi. Ad Isola Liri si sono esibiti musicisti come Jorma Kaukonen, Canned Heat, Art Ensemble of Chicago, Pentangle, Fairport Convention, Elliott Murphy, The Fleshtones. Questi ultimi, a concerto finito, offrirono addirittura un bis dalla stanza d'albergo situato dietro il palco.
Il taglio della manifestazione rimaneva però spiccatamente blues, con artisti quali Luther Allison, Son Seals, Jimmy Rogers. Fino al decennale la direzione artistica venne curata dalla Jazz'n'Arts, per poi consegnare il testimone alla Duke&Bird.
Nel '93 Edoardo Bennato, sotto le mentite spoglie di Joe Sarnataro, propose insieme ai Blue Stuff il particolarissimo blues partenopeo della tournée di È asciuto pazzo 'o padrone. Suonò la sua armonica sul palco di PIazza Boncompagni, insieme a quella di James Cotton e alla fisarmonica di Rockin' Dopsie.
In questo periodo il Liri Blues ha cominciato ad allargarsi anche ad altre città, come Ferentino per i concerti jazz (Mike Stern, Yellowjackets) e Veroli per gospel e soul (Shemekia Copeland, The Soul Stirrers). Il cuore pulsante della manifestazione rimaneva però Isola del Liri, con concerti di mostri sacri come Bo Diddley, R.L.Burnside e Honeyboy Edwards.
Alla fine del decennio il festival arrivava a coprire ben 11 serate nelle città più suggestive della provincia (Magic Slim suonò nel borgo medievale di Fumone), sconfinando anche nella vicina Valle Roveto.

### Il decennale e il gemellaggio con New Orleans
(Marc. H. Morial, ex sindaco di New Orleans, ringrazia l'allora sindaco di Isola del Liri Bruno Magliocchetti all'indomani del gemellaggio tra le due città - 31 gennaio 1997)

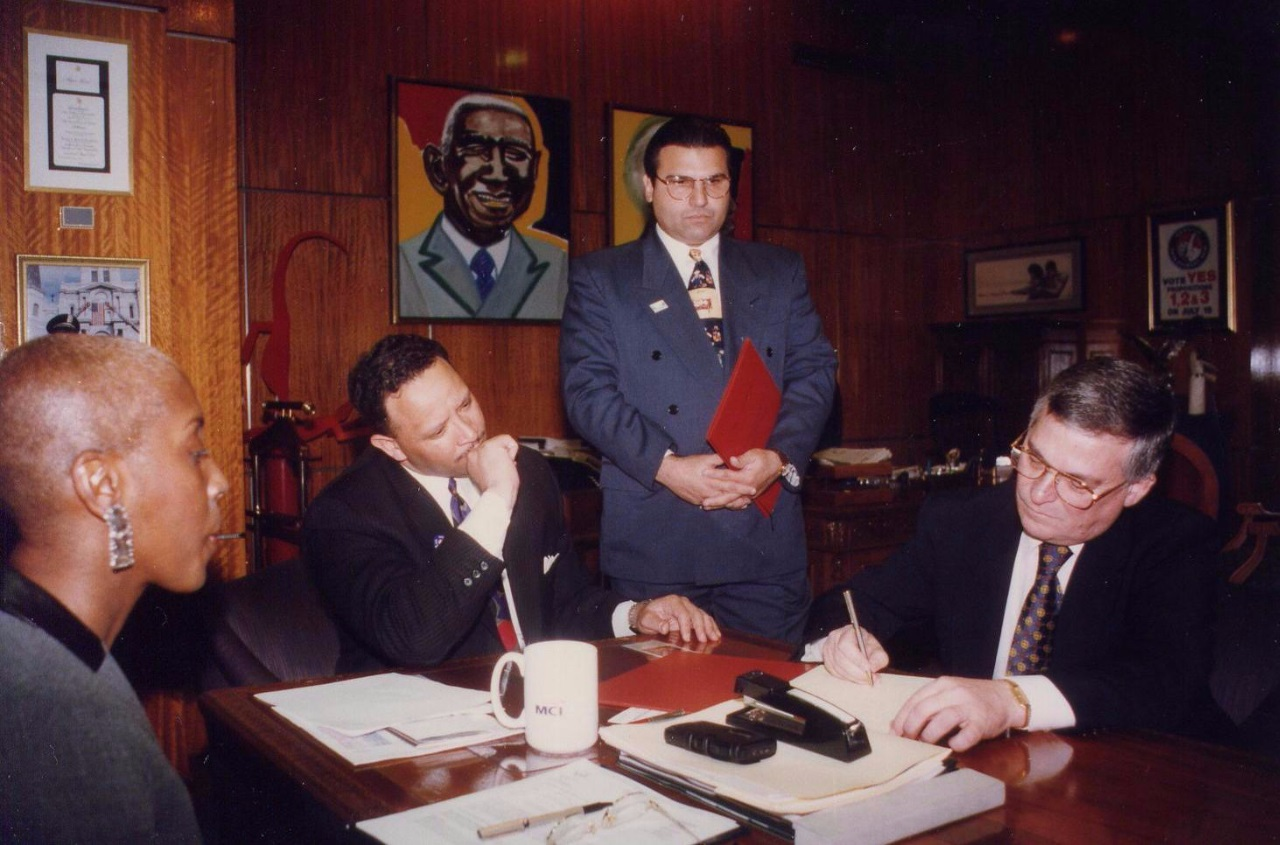
Firma del gemellaggio tra Isola Liri e New Orleans (New Orleans, 7 gennaio 1997).

Il 7 gennaio 1997, in occasione del decennale della manifestazione, l'allora sindaco Bruno Magliocchetti e l'ideatore del festival, Luciano Duro, si recarono in Louisiana per firmare il gemellaggio tra i comuni di Isola del Liri e di New Orleans e per ricevere dal sindaco Marc H. Morial la cittadinanza onoraria.
I festeggiamenti del gemellaggio proseguirono ad Isola del Liri, dove il clarinettista Alvin Batiste, maestro tra gli altri di Branford Marsalis, tenne un concerto insieme a musicisti locali e di New Orleans. Batiste eseguì tra l'altro un brano jazz dal titolo "Isola del Liri", composto per l'occasione e inserito poi nell'album "Songs, Words and Messages, Connections".
A testimonianza di un legame molto sentito anche a distanza di anni, in seguito ai gravi danni provocati dall'uragano Katrina nell'agosto del 2005, il Liri Blues volle dare un aiuto concreto ai musicisti di New Orleans messi in ginocchio da quella tragedia. Il 9 novembre dello stesso anno fu organizzato il "New Orleans Day", un concerto di beneficenza in cui suonarono Corey Harris (protagonista di "From Mali to Mississippi" di Scorsese) e diversi altri gruppi.

### Il festival nel nuovo millennio

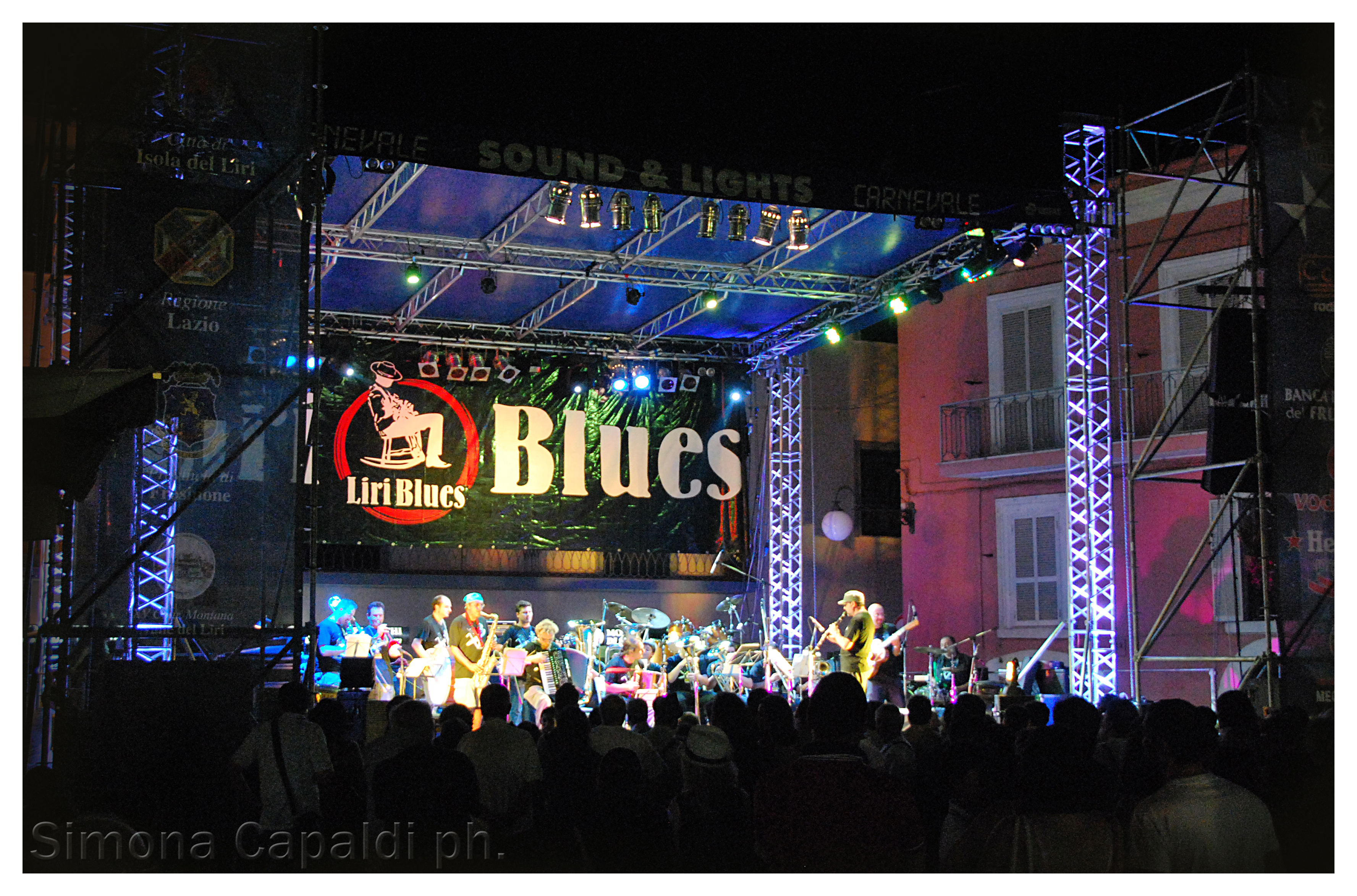
Una serata della 23ª edizione del Liri Blues (luglio 2010) in piazza De' Boncompagni ad Isola del Liri

L'edizione del 2001, con la memorabile esibizione di John Mayall, segna il ritorno della manifestazione a una dimensione stanziale, con concerti nella sola Isola del Liri. Nei tre anni seguenti si inaugura l'inedita location di Piazza SS. Triade, per poi tornare alla sistemazione originaria.
Nel 1989 il Festival ha visto esibirsi leggendari musicisti blues come Buddy Guy e Junior Wells.
Nel 2002 Radio Rai inizia a seguire il festival e attraverso il programma "Radioscrigno" propone le registrazioni live come "Tired of Talking" di Robben Ford e le interviste, come quella al virtuoso della slide guitar Roy Rogers. La collaborazione con la RAI continuerà anche negli anni successivi.
Particolare e non priva di polemiche è una serata dell'edizione 2006 che vede i Têtes de Bois, Daniele Silvestri e Nada durante il tour "Avanti Pop" fare tappa a Isola del Liri nell'ambito dei festeggiamenti per il centenario della CGIL. Fu ripercorso il glorioso passato della locale industria della carta e soprattutto, in un parallelo con lo sfruttamento del braccianti nel sud degli USA, i decenni di lotte per i diritti degli operai risultati purtroppo alla fine vani.
Nel 2007 in occasione del ventennale della manifestazione, il Liri Blues produce un CD dal vivo in cui la jug band Dr. Sunflower, capitanata da Mario Insenga, suona insieme ad una orchestra di 12 organetti (Piccola orchestra la Viola). Il progetto, “Omaggio a New Orleans”, è una originale rielaborazione del repertorio blues classico della Louisiana.
A chiudere la rassegna è un concerto dell'indimenticato Willy DeVille.
Nel 2010 è Dr. John, salendo sul palco del Liri Blues, a rinsaldare il costante legame tra la piccola cittadina in provincia di Frosinone e la capitale della Louisiana.
Nel 2011 il festival vede sul palco ancora grandi nomi della scena internazionale come Bettye LaVette, Colosseum, Albert Lee, Sonny Landreth.
Nel 2017 la città di Veroli (FR) ospita due serate del festival. In quell'edizione si tiene la data conclusiva nell'inedita cornice del castello Boncompagni - Viscogliosi di Isola del Liri.
Dopo due anni di stop per ragioni riguardanti la pandemia legata al Covid-19, nel 2022 il festival torna ad Isola del Liri.

## Lo stile

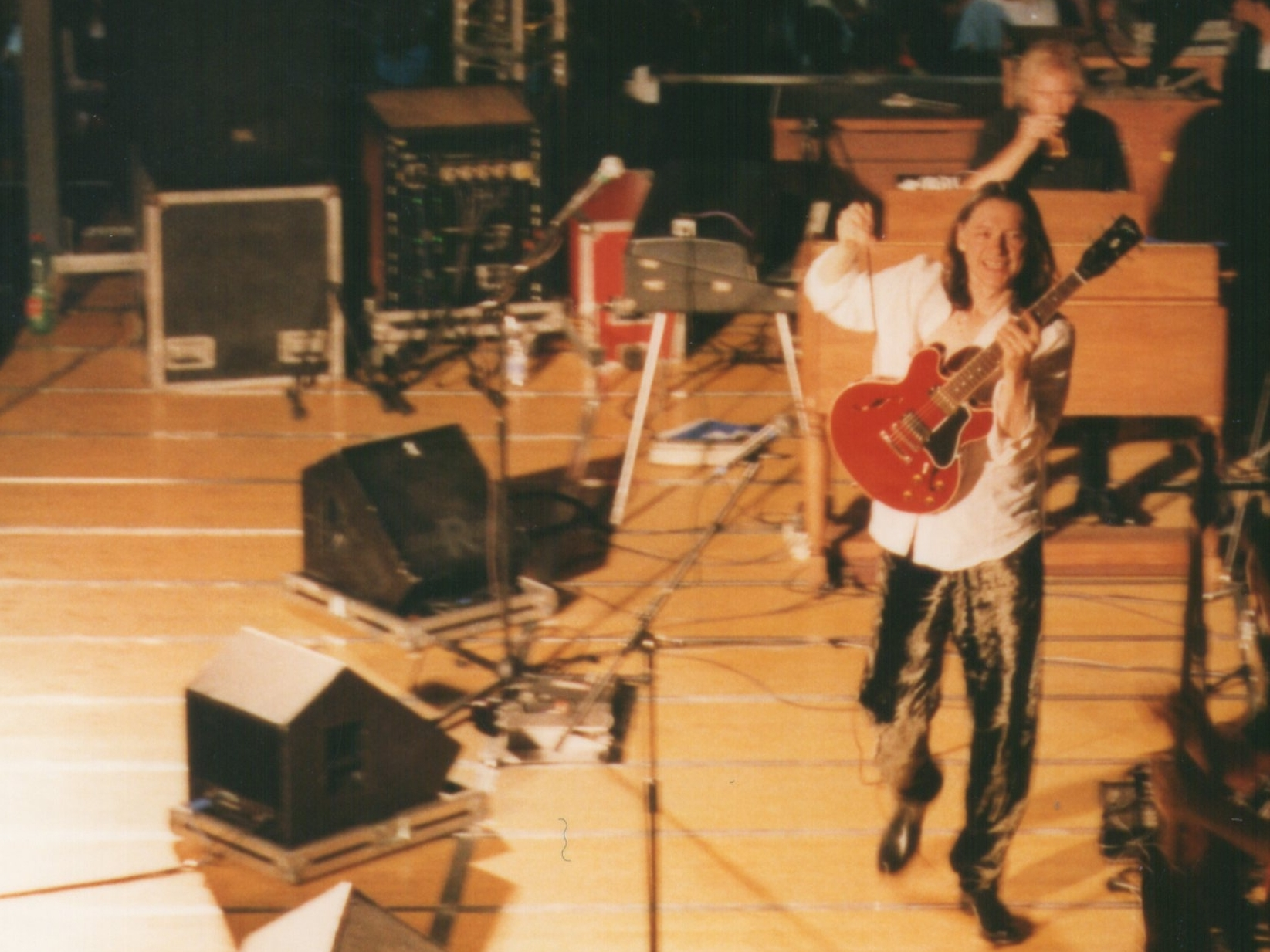
Robben Ford al Liri Blues (Piazza SS. Triade, Isola del Liri 10/7/2002)

Il festival ed Isola del Liri sono molto legati alla musica della Louisiana e in particolare alla città gemella New Orleans. Diversi artisti che si sono esibiti al Liri Blues, come Dr. John, Alvin Batiste, Rockin' Dopsie, C. J. Chenier e Zachary Richard con il suo stile tipicamente zydeco, sono o sono stati ambasciatori della musica della Louisiana nel mondo.
Più in generale è stato il blues d'oltreoceano a farla da padrone, con grosse figure quali Dr. John, Jimmy Smith, Charlie Musselwhite e artisti più moderni come Scott Henderson, Robben Ford, Eric Bibb ed altri.
Non sono mancati tuttavia artisti europei, soprattutto d'oltremanica come John Martyn, Paul Lamb o Robin Trower e in particolare gli esponenti del British Blues, quali ad esempio John Mayall & the Bluesbreakers, Mick Taylor e Eric Burdon & The Animals.
Tra gli italiani si ricordano, oltre a quelli già citati, Alex Britti, Tolo Marton, Rudy Rotta, Robi Zonca, Guido Toffoletti, Lello Panico.
Le ultime edizioni hanno alternato bluesmen "vecchia scuola" come Al Kooper e Taj Mahal, personalità eclettiche come Otis Taylor, Maceo Parker, i Colosseum e chitarristi particolarmente tecnici come Sonny Landreth, Derek Trucks, Albert Lee.

## Principali musicisti che hanno suonato al Liri Blues
Elenco parziale, in ordine alfabetico, di alcuni tra i più importanti artisti che hanno calcato il palco del Liri Blues a partire dal 1988. Le edizioni sono specificate tra parentesi.
- Johnny Adams (1989)
- Luther Allison (1996)
- Art Ensemble of Chicago
- Alvin Batiste (1997)
- Carey Bell (1999, 2005)
- Edoardo Bennato (alias Joe Sarnataro) (1993)
- Eric Bibb (2000, 2003, 2011, 2016)
- Maurizio Bonini (1988)
- R. L. Burnside (1992)
- Blue Stuff (1991, 2004)
- Billy Branch (1995, 1999, 2003)
- Alex Britti (1991)
- Campbell Brothers (2008)
- Buddy Guy (1989)
- Hyram Bullock (1998)
- Eric Burdon & The Animals (2005)
- Canned Heat (2000)
- C. J. Chenier (1998)
- Roberto Ciotti (1990, 2004)
- Jon Cleary (2008)
- Michael Coleman (1992, 1995)
- James Cotton (1993)
- Popa Chubby (1998)

- Colosseum (2011)
- Bruce Cockburn (2009)
- Shemekia Copeland (2000)
- Guy Davis (2012, 2016)
- Jimmy Dawkins (1994)
- Willy DeVille (2007)
- Bo Diddley (1997)
- Rockin' Dopsie (1993)
- Honeyboy Edwards (1991, 2003)
- Fairport Convention (2003 Suoni dal Mondo)
- The Fleshtones (1990)
- Robben Ford (2001)
- Ruthie Foster (2010)
- John Hammond (1990, 2001)
- Corey Harris (1999, 2005)
- Alvin 'Youngblood' Hart (2003)
- Scott Henderson (1998, 2017)
- Holmes Brothers (2009)
- Hotel La Salle (2008)
- Dr. John (2010)
- Jimmy Johnson (1998)
- Jorma Kaukonen (2003 Rock & Roots)
- Keb' Mo' (2012)
- Bup Kennedy (2011)
- Willie Kent (2001)
- Albert King (1989)
- Al Kooper (2006)
- Sonny Landreth (2004, 2011)

- Paul Lamb (2003)
- Bettye LaVette (2011)
- Albert Lee (2011)
- Louisiana Red (1988)
- Magic Slim (1988, 2000)
- Taj Mahal (2005)
- Janiva Magness (2013)
- John Martyn (1990)
- John Mayall & the Bluesbreakers (2001)
- Mighty Sam McClain (1999, 2004)
- Jacqui McShee (2003 Suoni dal Mondo, 2013)
- Mitch Mitchell (1989)
- Elliott Murphy (2003 Rock & Roots)
- Matt 'guitar' Murphy (1999)
- Charlie Musselwhite (2000, 2007)
- Napoli Centrale feat. James Senese (2015)
- Kenny Neal (1999, 2003)
- Maceo Parker (2009)
- Pentangle (2003)
- Pinetop Perkins (1989)
- Lucky Peterson (1999, 2004, 2013)
- Francesco Piu (2018)
- Fabrizio Poggi (2009-2012)
- Noel Redding (1989)
- John Renbourn (2004 Suoni dal Mondo)

- Zachary Richard (2003)
- Duke Robillard (2003)
- Jimmy Rogers (1997)
- Roy Rogers (2002, 2005)
- Roomful of Blues (1998)
- Rudy Rotta (1988)
- Son Seals (2000)
- Daniele Sepe (2010)
- Archie Shepp (1990)
- Jimmy Smith (2004)
- The Soul Stirrers (1996)
- Mike Stern (1998)
- Dr. Sunflower Jug Band
- Stefano Tavernese (1990)
- Melvin Taylor (1996, 2019)
- Mick Taylor
- Otis Taylor (2004, 2010)
- Têtes de Bois, Daniele Silvestri, Nada (2006)
- Hans Theessink (1994)
- Fabio Treves (2000-2001)
- Robin Trower (2005)
- Derek Trucks (2009)
- Ike Turner (1999)
- Joe Louis Walker (1999, 2018)
- Katie Webster (1996)
- Junior Wells (1989)
- Yellowjackets (2000)
- Roy Young (2008)
- Robi Zonca (2008, 2014)

## Produzioni

### CD audio
- 2007 - Omaggio a New Orleans (Live at Liri Blues 2006), Dr. Sunflower e Piccola Orchestra La Viola (Liri Blues Festival e Terre in Moto, TIM011)
- 2009 - Wild & Alive, Hotel La Salle

## Galleria d'immagini

### Ritratti

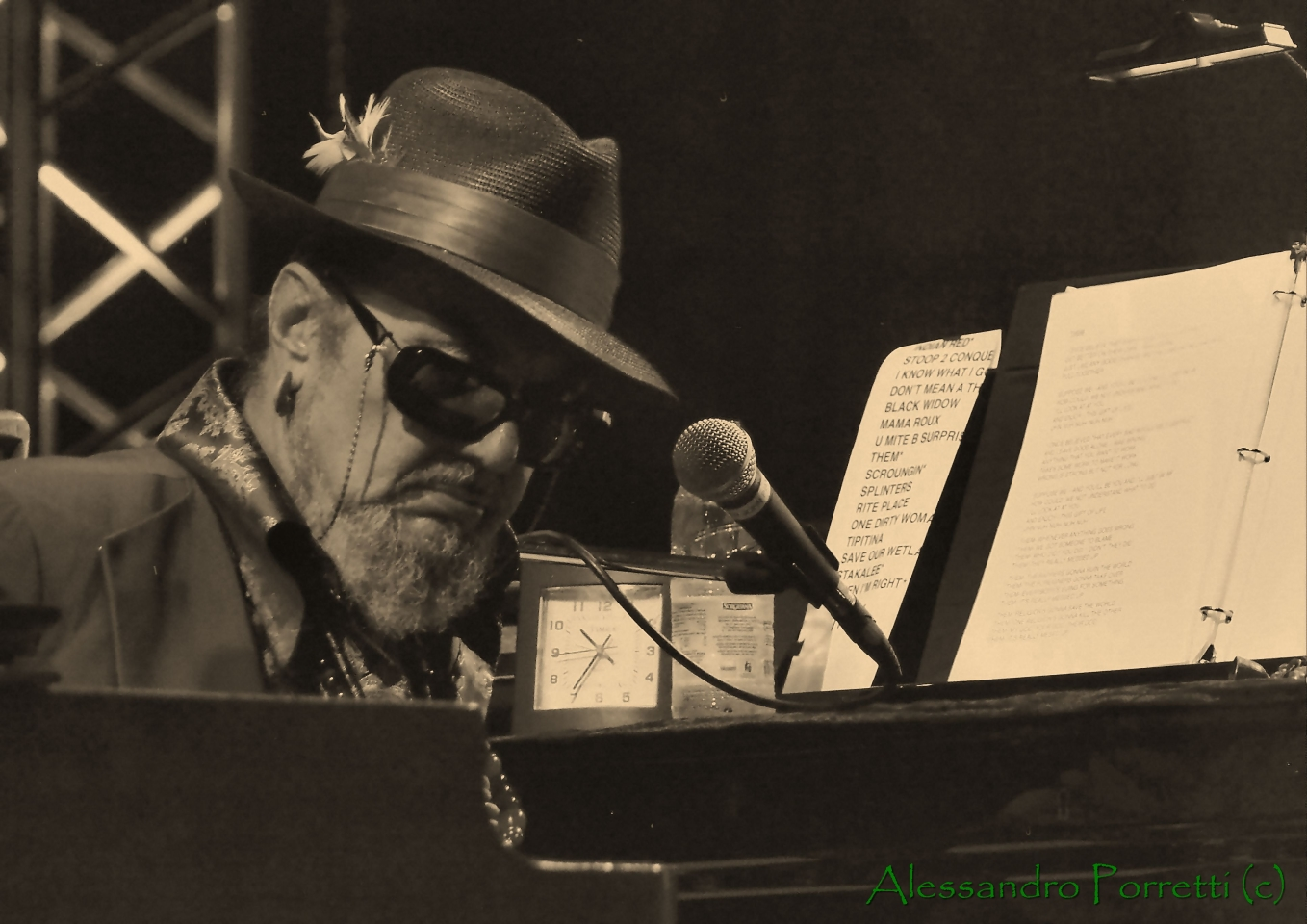
Dr. John
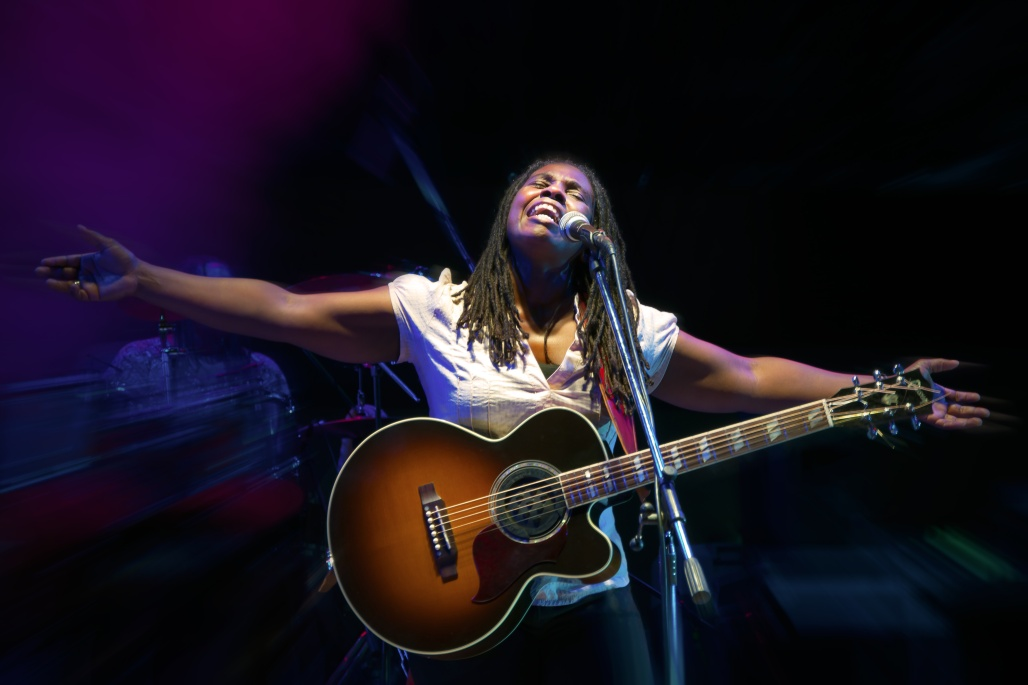
Ruthie Foster
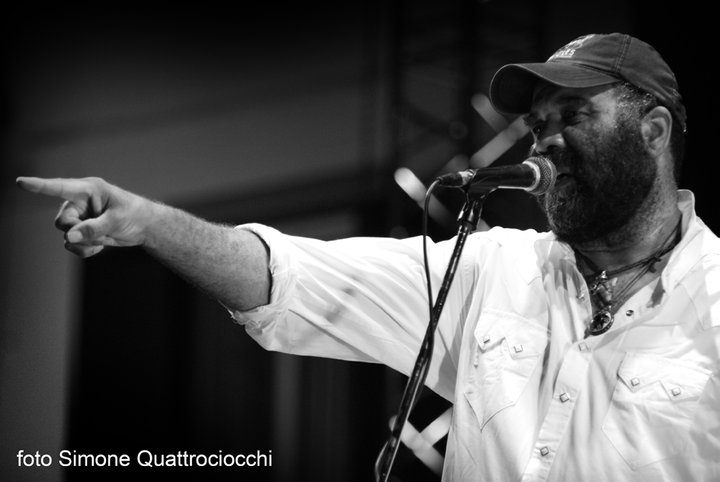
Otis Taylor
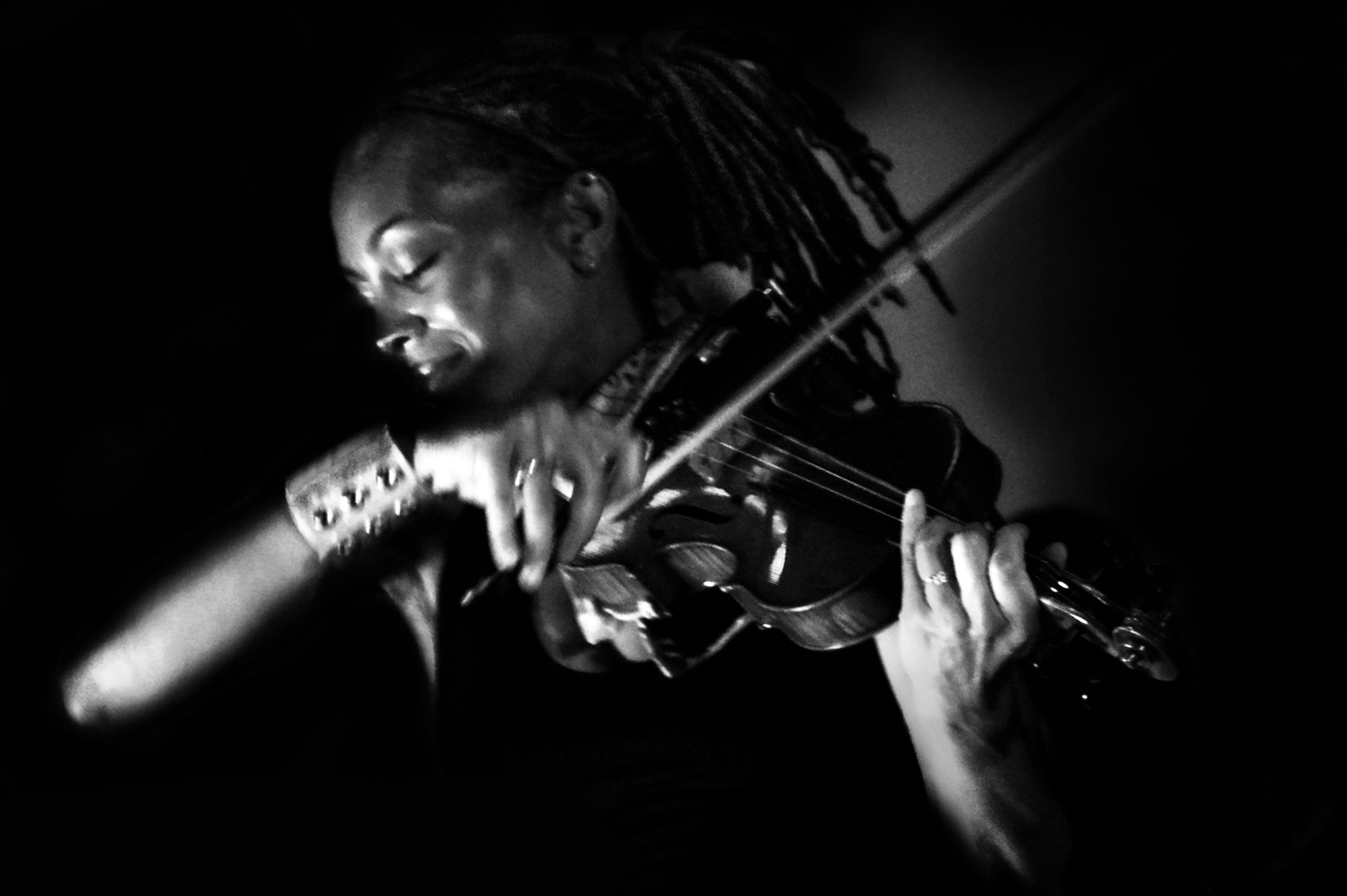
Anne Harris (Otis Taylor Band)
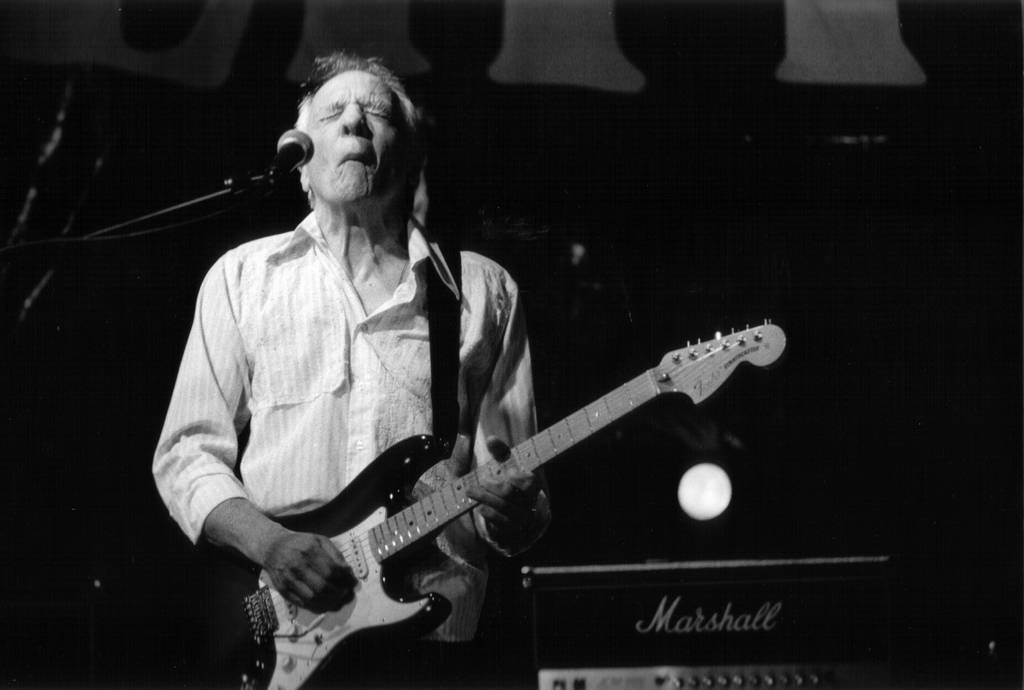
Robin Trower
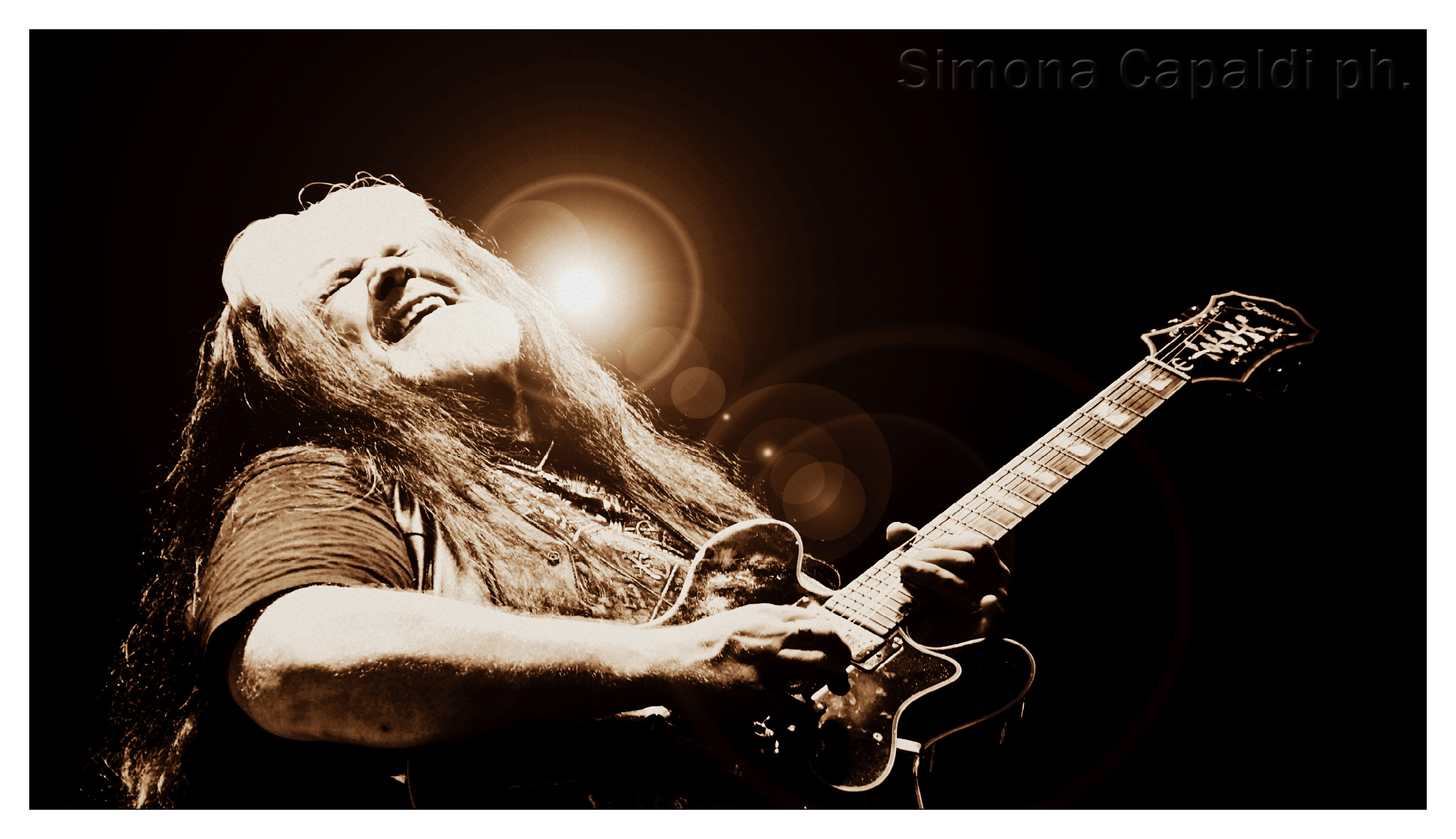
Rusty Wright
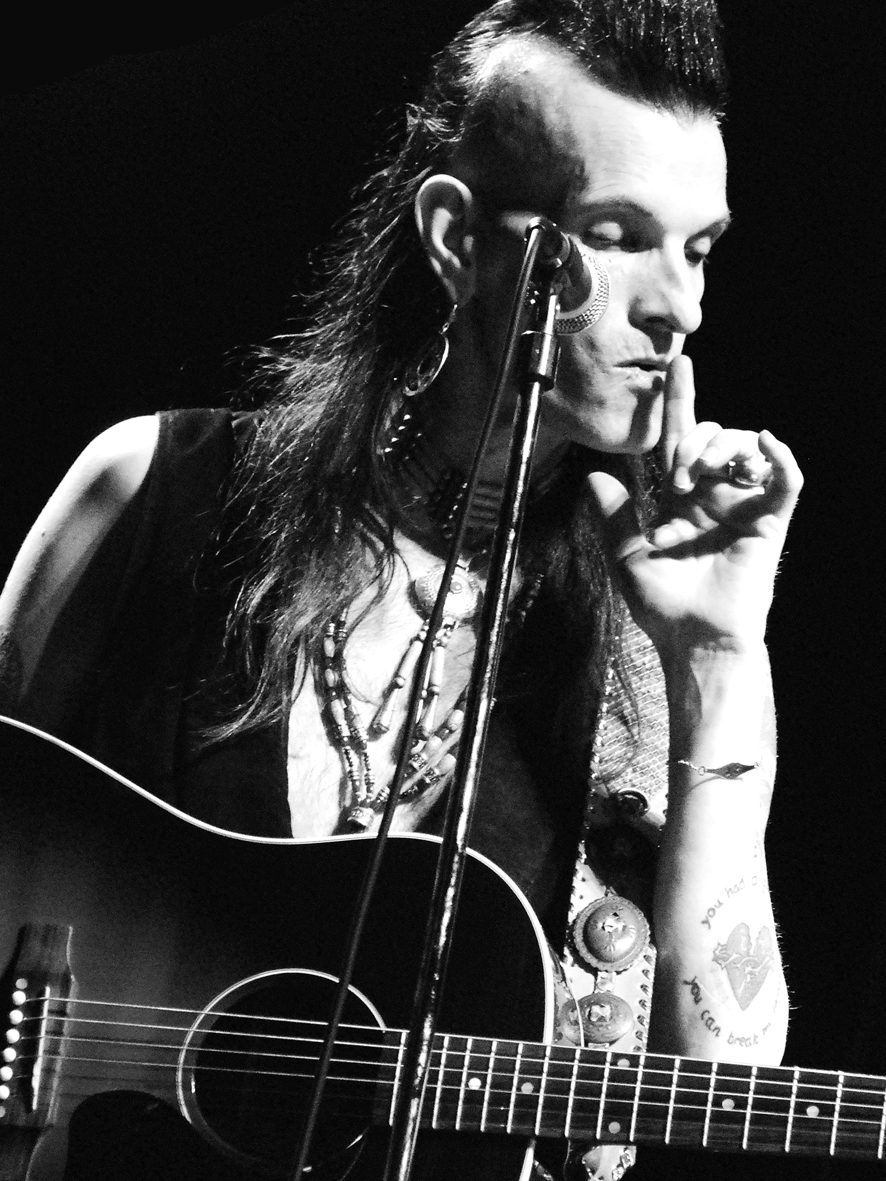
Willy DeVille
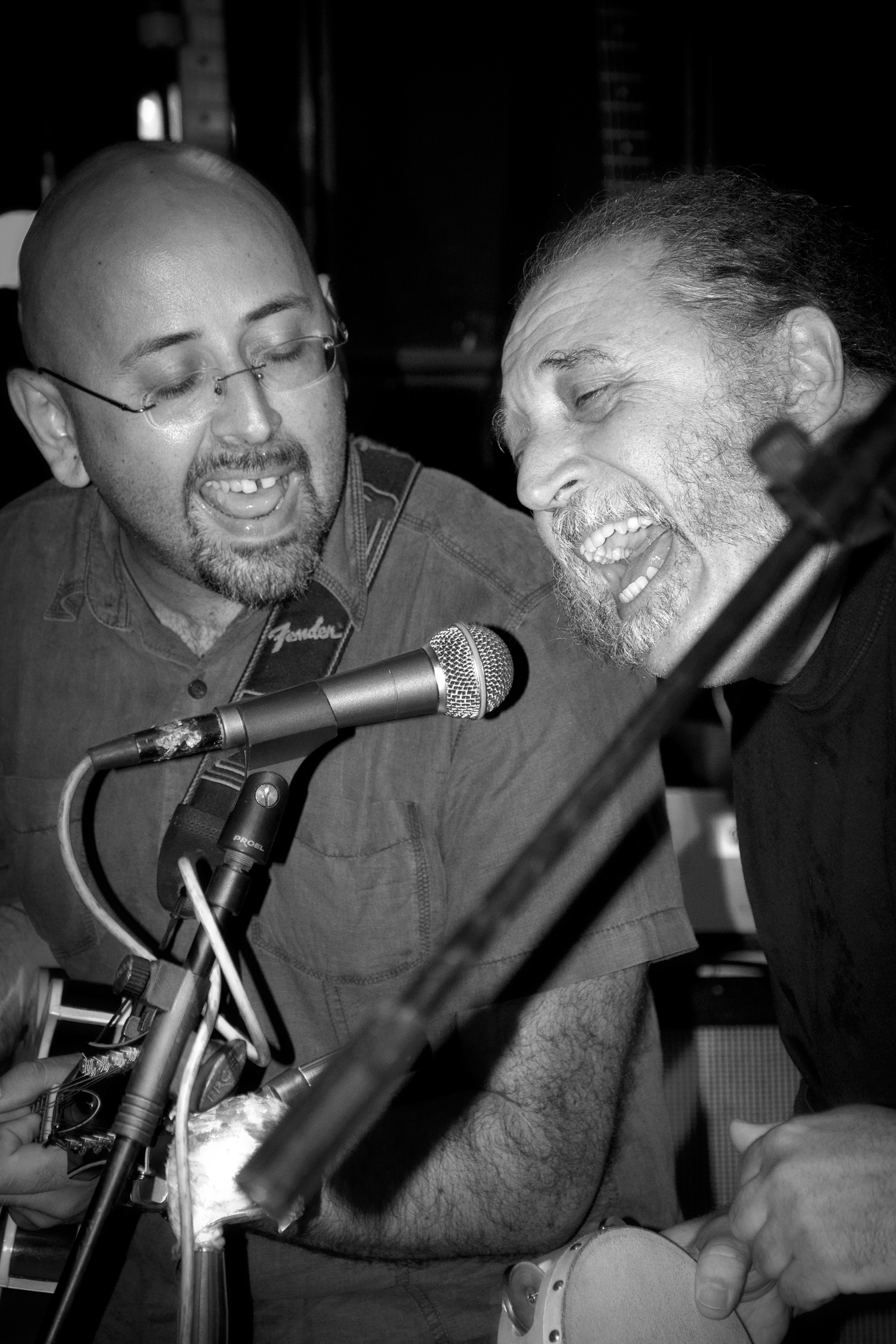
Mario Insenga e Lino Muoio